# Tono oculare
Per tono oculare si intende la pressione interna, espressa in millimetri di mercurio, del bulbo oculare. 
Valori pressori fino a 18 mmHg sono ritenuti normali, tra 18 e 21 mmHg sono borderline, sopra 21 mmHg sono ritenuti patologici. È da sottolineare che comunque i valori sono sostanzialmente indicativi, e anche valori superiori possono non produrre danni al nervo ottico.
L'analisi diagnostica del tono oculare è detta tonometria.